# 思远
思远 （？—1592年？），麓川思氏后裔，迤西孟养、孟拱的酋长。思远原本是孟养的头目。1586年，思远奉孟养酋母思氏逃往云南，明朝任命思氏管理迤西，并让思远辅佐思氏。1588年，思氏去世后，思远自立为孟养宣慰使，并且得到了明朝的承认。1591年，思远为缅甸东吁王朝击败，逃往云南。

## 生平
思远是迤西的头目。万历十四年（1586），缅军攻陷孟养、孟拱，孟养酋长思真被缅军掳走。思远奉孟养酋母思氏逃往云南。九月，明朝给予思义妻母冠带，令其回到迤西，管理土司事务，思远则负责辅佐酋母思氏。

思氏大约于万历十六年（1588）去世，思远自立为宣慰使，并且于当年十月，以“孟养宣慰司”的名义向明朝进献大象和方物。孟养的大象和贡品于万历十八年三月到达北京，明朝以“孟养土司，缅酋不逞，入贡之典，历世久废”，宴赏如例，承认了“孟养宣慰司”。明朝立思远为孟养酋长。

万历十八年（1590）秋，缅王南达勃因派遣东吁王子那信囊，王子卑谬王德多达马亚扎率兵讨伐孟拱。旧孟养长官使思个引导缅军进攻迤西，明军裨将李朝宗与土官思远抵御缅军，但是不利败走。

万历十九年（1591）初，由于思远生性残暴，导致孟养属部十分痛恨他，扬言要迎回被缅甸掳走的思真。于是孟养内乱，诸部杀思远妾二人作乱，思远与其子思混逃往云南，抚夷同知漆文昌将思远及其家眷安置在盏西。缅军遂攻陷孟养、孟拱，立堵罕、瓮罕为二城酋长。。
同年秋，孟拱土司之子孟昔侯，占据孟拱反叛缅甸。缅王南达勃因派遣王子阿瓦王明耶觉苏瓦统率美都、德勃因、西博达亚、甘尼、勃东、阿敏、布坎基、德娄、蒲甘、彬西、敏塞、实皆、鄂辛古、太公、妙当等城诸侯讨伐孟拱。缅军围城七个月，最终可供孟拱，杀死土司。

## 脚注
1. ↑  《明神宗万历实录》卷178，万历十四年九月壬子。
2. 1 2 3  瞿九思：《万历武功录》卷六《缅甸列传》。
3. ↑  瞿九思：《万历武功录》卷六《缅甸列传》：“思氏物故，思远遂自立为宣慰。”
4. ↑  《明神宗万历实录》卷204，万历十六年十月乙未。
5. ↑  《明神宗万历实录》卷221，万历十八年三月丙午。
6. 1 2  包见捷：《缅甸始末》。
7. ↑  《琉璃宫史》，第843页。
8. ↑  《明神宗万历实录》卷232，万历十九年二月丙戌：“兵部题：猛广孤悬，实为三宣门户，今据镇守云南黔国公沐昌祚及抚臣吴定等疏称，叛夷思个勾引缅贼拥众犯侵迤西，其猛养土官思远节经报急，先遣把总刘朝前去声援，势大不敌，缅贼进攻猛广等处，诸夷力不能支，纷纷求救，永腾震动，为恶匪浅，宜令镇抚臣许以便宜从事，移驻有警近地，督率催调，镇臣不得以被论退托致误边计。”
9. ↑  瞿九思：《万历武功录》卷六《缅甸列传下》：“是后，猛养思个亦叛。先是，芒应里追个急，个穷来归降，受我长官使，赐冠带称臣。亡何，个复归莽，乃引众阻夕波以为险，是时庚寅（1590）五月也。”但是孟养长官司是万历十三年设置的，当时孟养酋长是思威。
10. ↑  《琉璃宫史》，第845-846页。